# Mexikanska frihetskriget
Mexikanska frihetskriget (1810–1821) var en konflikt som pågick med varierande intensitet från september 1810 till september 1821 då friheten från Spanien fullbordades med att självständighetsförklaringen, el Acta de Independencia, skrevs under och den första oberoende regeringen utsågs. Mexikos oberoende erkändes dock inte av Spanien förrän 1836.

## Bakgrund
Redan under andra halvan av 1700-talet uppstår en nationalistisk rörelse i Nya Spanien, inom vilken man söker landets kulturella rötter i den indianska, förkoloniala tiden. Likaså börjar det växa fram tankar om en frigörelse från Spanien.
År 1808 ockuperas Spanien av Frankrike under Napoleonkrigen och kungen Ferdinand VII fängslas, varefter Joseph Bonaparte (Napoleons bror) kröns till ny kung. I Nueva España anser vicekungen Iturrigaray och en grupp likatänkande att den nye spanske kungen inte är legitim, och försöker frigöra landet från det av Frankrike ockuperade Spanien. Detta misslyckas dock och Iturrigaray fängslas. Till efterträdare utses en militär.
Detta accelererar tankarna om frigörelse och en konspiration mot den nye vicekungen uppstår, han ses som en förrädare då han accepterat den av Frankrike tillsatte kungen Joseph Bonaparte. Konspirationen har sitt centrum i San Miguel el Grande (nu San Miguel de Allende) och med förgreningar bland annat i Querétaro och i staden Mexico City. Bland de mer än sextio konspiratörerna i San Miguel el Grande finns officerarna i vicekungens armé Ignacio Allende, Juan Aldama och Mariano Abasolo samt prästen Miguel Hidalgo y Costilla. I Querétaro deltar domaren Miguel Domínguez och hans fru María Josefa Ortiz de Domínguez, kallad La Corregidora. När María Josefa Ortiz får veta att konspirationen förråtts, meddelar hon detta till Hidalgo i San Miguel el Grande. Konspiratörerna, som redan fått ett annat meddelande med samma innehåll, beslutar att börja kampen omgående, före det planerade datumet. För att försäkra sig om att folket skall ansluta sig till upproret utses prästen Miguel Hidalgo till konspiratörernas talesman.

## Resningen
Kring den 9 september 1810, får spanjorerna reda på att en resning är under planering och den 15 startar gripanden i Querretaro några upprorsmän hinner fly och den 16 september, vid kyrkan i Dolores (nuvarande Dolores Hidalgo) uppmanar Miguel Hidalgo byborna att starta ett uppror. Den 16 september är numera Mexikos självständighetsdag och firas till minne av Hidalgos tal "Grito de Dolores".
Detta är upprinnelsen till frihetskriget, ett grymt inbördeskrig, som ska pågå i 11 år. Den lilla upprorsstyrkan, med Hidalgo i spetsen, marscherar först till San Miguel el Grande (numera San Miguel de Allende) där regementet los Dragones de la Reina ansluter sig. La Virgen de Guadalupe kommer att bli upprorsarméns symbol. Mycket snart uppstår en osämja mellan Allende och Hidalgo, då Hidalgo i sitt ledarskap inte kräver någon disciplin och accepterar plundring och blodbad på spanjorer.
Efter en serie framgångar blir upprorsmännen i slutet av 1811 besegrade av vicekungens armé under Félix Maria Calleja vid slagen vid Aculco och Puente de Calderón, och upprorsarmén blir nedgjord. Upprorets ledare tvingas fly norrut. På vägen fråntas Hidalgo makten av Allende; och vid ett bakhåll vid Acatita de Baján tas de tillfånga av vicekungens armé. Hidalgo, Allende, Aldama och Abasolo rannsakas och döms till döden. De arkebuseras och deras huvuden hängs upp på förrådsbyggnaden Alhondiga de Granaditas i Guanajuato. Kampen för frihet fortsätter dock.

## Kampen
1811 samlas i Cádiz i Spanien ett möte kallat Las Cortes de Cádiz för att skriva en ny konstitution. 200 delegater deltar, bland dem 53 personer utsedda av vicekungadömena och kolonierna i Amerika, 16 representerande Nueva España. I början av 1812 godkänns en ny liberal konstitution, la Constitución de Cádiz, inspirerad av den franska från 1793, och som uppfyller många av kraven från representanterna från Amerika. Några månader senare svärs den in i Nueva España.
Den väpnade kampen fortsätter under Ignacio Lópes Rayón, och senare under prästen José Maria Morelos. Morelos organiserar en ny armé och lyckas dominera stora områden i landets söder och centrala delar. 1813 organiserar han en kongress, som först samlas i Chilpancingo, och proklamerar landets frihet. Ett år senare proklamerar kongressen, nu flyttad till Apatzingan, la Constitución de Apatzingan (Högtidliga akten av självständighetsförklaringen i Norra Amerika), som är inspirerad av la Constitución de Cádiz. Den militära lyckan vänder dock, och upprorsarmén besegras av vicekungen Félix Calleja. Morelos tas till fånga och arkebuseras efter att ha blivit dömd av inkvisitionen. En annan segerrik officer i kampen mot upprorsmännen är Agustín de Iturbide.
Upprorsmännens nederlag beror, förutom på det militära nederlaget, också på den politiska situationen; stora grupper i samhället ansåg att la Constitucion de Cádiz gav dem möjlighet att nå sina mål som en del av ett spanskt samfund byggt på de nya principerna.
Efter Morelos död fortsätts den väpnade kampen av några grupper, bland andra ledda av Vicente Guerrero, Pedro Asensio och Francisco Javier Mina, men utan att vara ett militärt hot mot regeringen. Samtidigt kvarstår vissa av de förhållanden som orsakade upproret, och andra faktorer kommer till, som en ekonomisk nedgång och ett missnöje bland militärerna över att soldater kommer från Spanien.
Officeren Agustín de Iturbide börjar i slutet av 1810-talet att planera en förhandlingslösning som skulle frigöra Nueva España från Spanien. År 1821 möts Iturbide och Vicente Guerrero i Acatempan (mötet har kallats el abrazo de Acatempan) och undertecknar en överenskommelse, El Plan de Iguala eller Las Tres Garantias. Den utlovar en religion, union mellan alla samhällsklasser och frihet för Mexiko som en konstitutionell monarki. Större delen av landet, befolkningen och de styrande accepterar planen.

## Segern
I augusti 1821 anländer Juan O'Donojú från Spanien, utsedd till Jefe politico superior de la Nueva España (ämbetet som vicekung hade annullerats i la Constitución de Cádiz) och möter en situation där praktiskt taget hela landet, med undantag av Mexico City och några andra städer, redan har accepterat El Plan de Iguala. O'Donojú inser att Spanien inte kan bevara sin dominans över Nueva España varför han möter Iturbide i Cordoba och undertecknar El Tratado de Cordoba som ratificerar El Plan de Iguala. 
Den 27 september 1821 går el Ejercito Trigarante triumferande in i Mexico City, med Agustín de Iturbide i spetsen.  Friheten från Spanien fullbordas med underskriften av självständighetsförklaringen, el Acta de Independencia, den 28 september och den första oberoende regeringen utses. Mexikos oberoende erkänns dock inte av Spanien förrän 1836.
Iturbide kröns till kejsare med namnet Agustín I. Användandet av uttrycket Imperio och titeln kejsare kommer av en sökande efter en koppling till det svunna aztekiska imperiet och dess storhet. Man säger att Iturbide har bestigit Moctezuma II:s tron, och hans hustru porträtteras med fjäderskrud och pilkoger, uttryck av neo-aztekismen, det vill säga sökandet efter kulturella rötter i den förspanska tiden. I början av 1823 lanserar Antonio de Santa Anna ett förslag till en omvandling till republik och flera av de tidigare upprorsmännen ansluter sig till detta. Inför denna nya situation abdikerar Agustín I och lämnar landet. 
Man uppskattar att 1821 har landet har 6–7 miljoner invånare, 90 % av dem bor på landsbygden.